# Cholezystektomie
Eine Cholezystektomie (auch Cholecystektomie, abgekürzt CHE oder CCE) oder Gallenblasenentfernung ist die chirurgische Entfernung (Exstirpation) der Gallenblase. Sie kann als offene oder als laparoskopische Operation durchgeführt werden. 2018 wurden ca. 90 % der Cholezystektomien als laparoskopische Operation durchgeführt.

## Indikationen
Die Cholezystektomie erfolgt überwiegend bei Beschwerden, die sich auf Gallensteine in der Gallenblase oder auf einen Steinabgang über den Gallengang zurückführen lassen. Symptome sind häufig Beschwerden im rechten Oberbauch nach der Nahrungsaufnahme, wiederkehrende Koliken, eine Entzündung der Gallenblase (Cholezystitis) oder eine Abflussstörung der Gallenblase (Gallenblasenhydrops) durch einen Cysticusverschluss. Weitere Operationsgründe können eine Pankreatitis oder ein Gallengangsaufstau sein, die durch kleine Gallenblasensteine immer wieder ausgelöst werden. Andere Gründe können Cholesterolpolypen oder Gallenblasenkrebs (Karzinom) sein.
Gallensteine finden sich bei bis zu 10 % der Bevölkerung. Wenn keine Beschwerden auftreten, ist eine Entfernung nicht indiziert.

## Offene Cholezystektomie
Bei der offenen Operation wird über einen rechten Rippenbogenrandschnitt von ca. 10 cm Länge ein Zugang zur Gallenblase geschaffen. Nachdem der Ductus cysticus und die Arteria cystica an der Basis der Gallenblase freipräpariert worden sind, werden sie mit Fadenligaturen oder Clips verschlossen und anschließend durchtrennt. Dann wird die Gallenblase aus dem Leberbett gelöst. Nach erfolgter Blutstillung wird die Wunde wieder verschlossen. Sogenannte Zieldrainagen werden heute nur in begründeten Ausnahmefällen zum Beispiel bei einer Eiteransammlung in der Gallenblase Gallenblasenempyem oder einer Gallenblasenperforation eingelegt.

## Laparoskopische Cholezystektomie

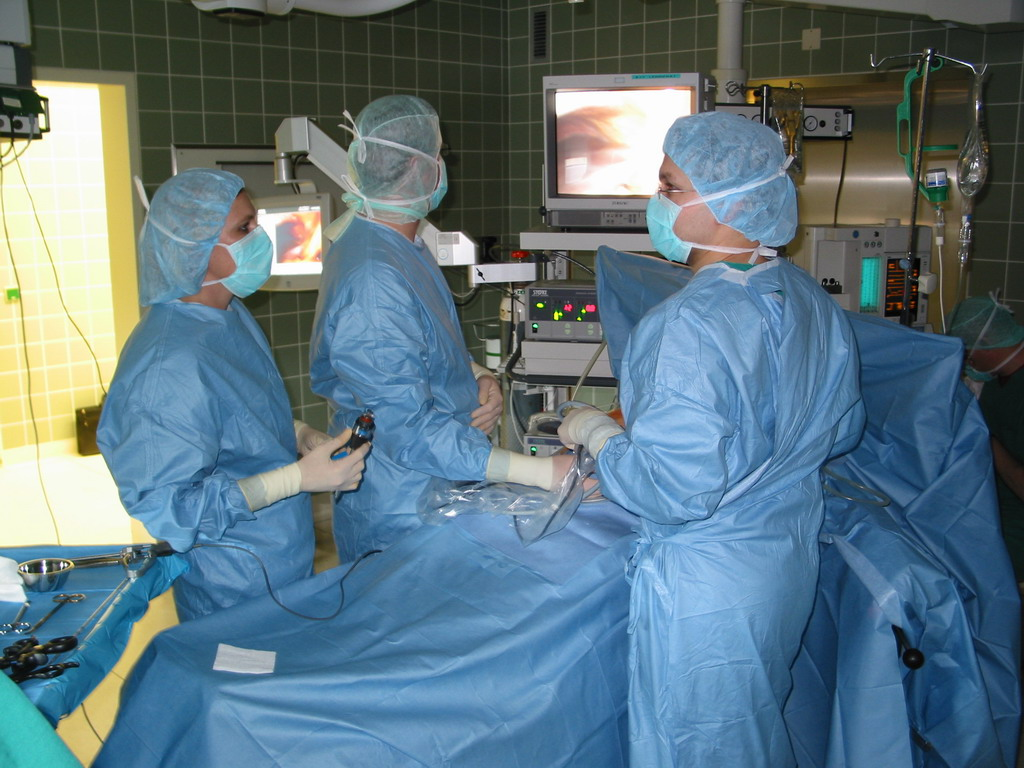
Eine laparoskopische Cholezystektomie

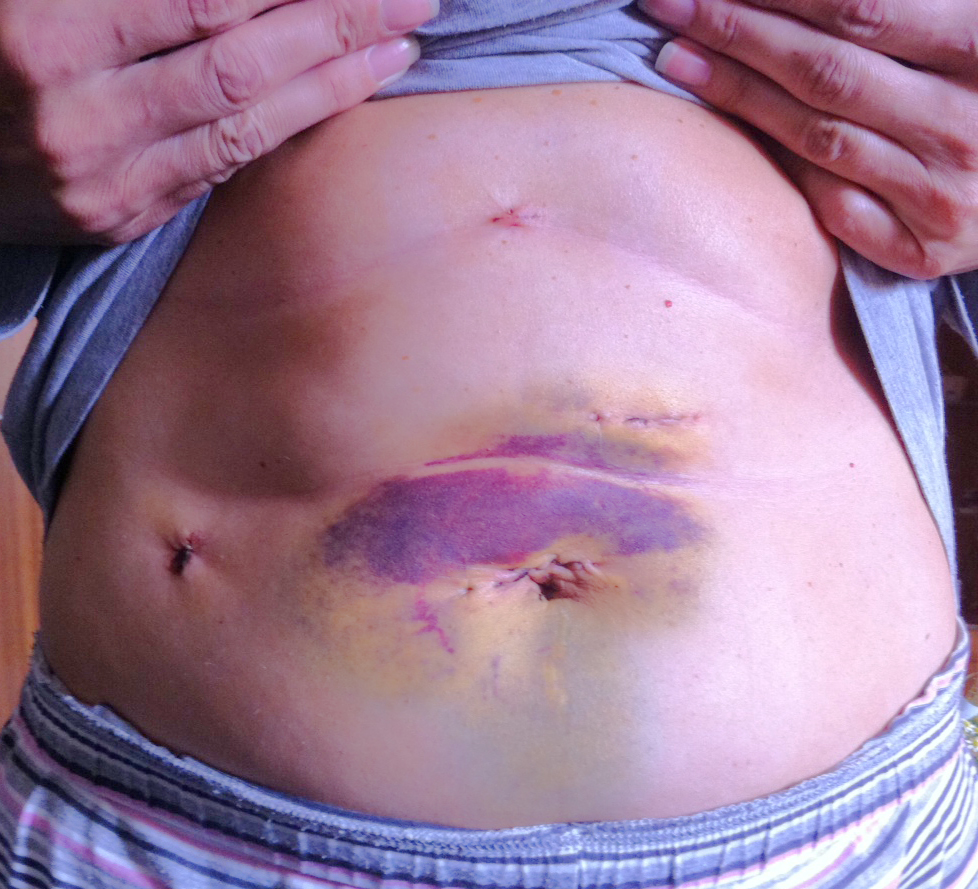
Der Bauch einer Frau nach minimalinvasiver Entfernung der Gallenblase. Die Narben der OP-Zugänge sind oben und links zu sehen. In der Mitte ein großer postoperativer Bluterguss.

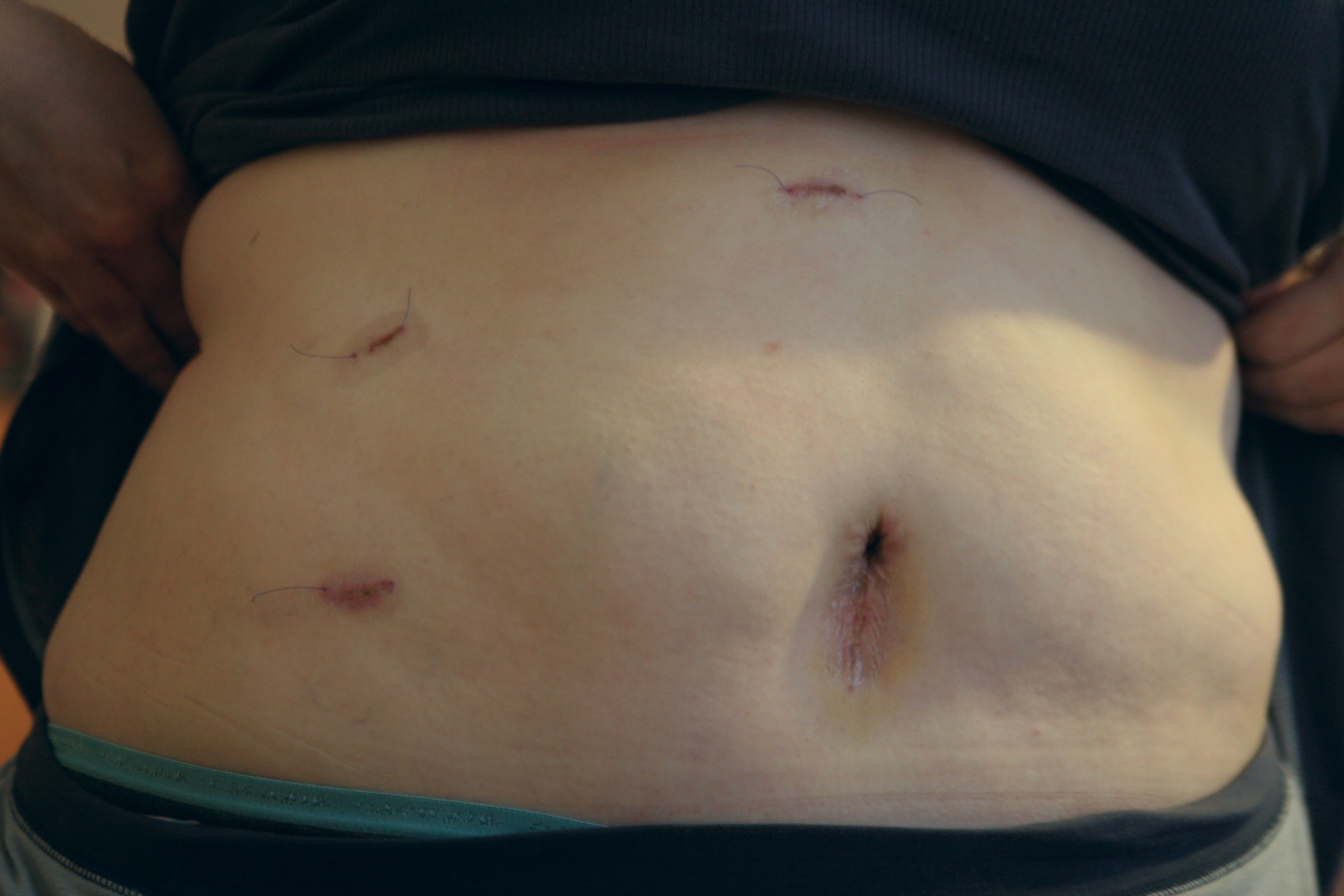
Vier Einstichstellen auf der Bauchdecke von einer laparoskopischen Cholezystektomie herrührend

Bei der laparoskopischen Cholezystektomie wird über einen ca. 2 cm langen Hautschnitt direkt unterhalb oder oberhalb des Bauchnabels ein Zugang zur Bauchhöhle geschaffen, über den ein Spezialendoskop, das Laparoskop, eingebracht werden kann. Anschließend wird unter Sicht ein zweiter Zugang, meist direkt unterhalb des Brustbeins geschaffen, über den Greif- und Schneideinstrumente eingebracht werden können. Zusätzlich wird noch ein dritter und oft auch ein vierter gleichartiger Zugang rechts seitlich auf Bauchnabelhöhe geschaffen. Das Freipräparieren der Gefäße an der Basis der Gallenblase und das Lösen derselben aus dem Leberbett verläuft genau so wie bei der offenen Operation. Die Gallenblase wird am Ende der Operation im Bauchraum in einen Bergebeutel verbracht und entweder über den Zugang im Bereich des Bauchnabels oder unterhalb des Brustbeines entfernt. Auch hier können abschließend Drainagen in die Wundhöhle eingebracht werden. Eine Fortentwicklung der Technik der laparoskopischen Cholezystektomie ist die total umbilikale Cholezystektomie (TULC), bei der kleinste Zugänge im Bereich des Nabels geschaffen werden, sodass die Zahl sichtbarer Narben minimiert wird. Die eigentliche Operation unterscheidet sich nicht von der herkömmlichen Cholezystektomie und beachtet die gleichen Sicherheitsstandards.
Weitere Zugangsmöglichkeiten, die in klinischen Studien erprobt werden, um sichtbare Narben vollständig zu vermeiden, sind die orale und die transvaginal assistierte Cholezystektomie in der Hybrid-NOTES-Technik.

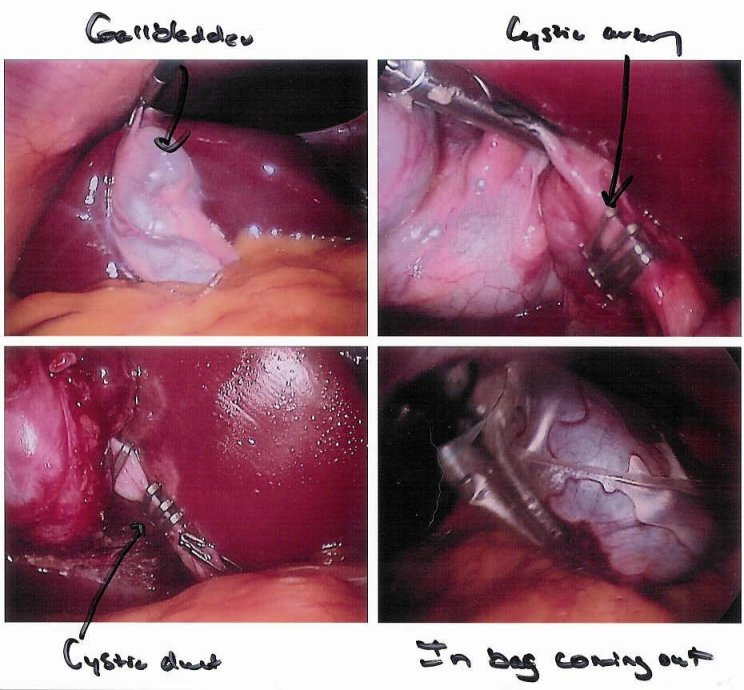
Sequenzaufnahmen einer laparoskopischen Cholezystektomie. Die Aufnahmen erfolgten durch das Laparoskop.

## Geschichte
Die erste belegte operative Entfernung einer Gallenblase führte der Italiener J. Zambeccari, wie er 1630 berichtete, an einem Hund durch. Dieser und andere später so operierte Hunde erholten sich, wie Michael Ernst Ettmüller 1688 bestätigte, gut von dem Eingriff. Auch der Marinechirurg Herlin berichtete 1767 über zahlreiche im Tierexperiment gelungene Gallenblasenexstirpationen. Die erste Cholezystektomie beim Menschen erfolgte am 15. Juli 1882 durch Carl Langenbuch im Lazarus-Krankenhaus Berlin, die erste laparoskopische Cholezystektomie 1985 durch den Chirurgen Erich Mühe im Kreiskrankenhaus Böblingen. Innerhalb von zwei Jahren führte er fast hundert Eingriffe durch. Als Folge von weiteren technisch-industriellen Innovationen, so durch den Ersatz der direkten Sicht in das Abdomen mittels der indirekten Videokameratechnik, konnte sich das chirurgische Verfahren rasch verbreiten, weitere Chirurgen und Protagonisten waren in den Vereinigten Staaten von Amerika Eddie Joe  Reddick sowie die Franzosen Mouret, Dubois und Périssat. 
Die erste endoskopische Choledochozelen-Spaltung 1976 durch den Internisten Siegfried Ernst Miederer wurde am Universitätsklinikum Bonn durchgeführt. Die weltweit erste narbenlose Entfernung einer Gallenblase durch die Vagina nahm Carsten Zornig vom Israelitischen Krankenhaus in Hamburg 2007 vor.